# MySQL AB
MySQL AB는 1995년에 설립된 스웨덴의 소프트웨어 회사이다. 2008년에 썬 마이크로시스템즈에 인수되었고, 썬 마이크로시스템즈는 2010년에 오라클에 인수되었다. MySQL AB는 관계형 데이터베이스 관리 시스템인 MySQL의 작성자이며 MySQL Cluster 등의 관련 제품도 개발하고 있다.
스웨덴 웁살라와 미국 캘리포니아주의 쿠퍼티노에 본사를 두었고 타국(프랑스(파리), 독일(뮌헨), 아일랜드(더블린), 이탈리아(밀란), 일본(도쿄))에 사무실을 두고 있었다. 25개국에 400여 명의 종업원이 근무했다. MySQL AB는 최대급의 오픈 소스 기업이었다. 종업원의 약 7할이 홈 오피스에서 MySQL에서 일하고 있었다.
Linux, Apache, PHP와 함께 MySQL Server는 LAMP 테크놀로지 스택의 구성 요소인 하나를 형성한다. 이 회사는 2004년 MySQL 설치가 500만 건, 제품 다운로드 수가 1000만 건을 넘어섰다.